# Crazy Town
I Crazy Town sono un gruppo musicale rap rock statunitense, formatosi a Los Angeles nel 1995.
Il gruppo è noto per il brano Butterfly, pubblicato come singolo nel 2000 e che nel febbraio 2001 ha raggiunto la vetta della Billboard Hot 100. Ciò permise all'album di debutto The Gift of Game di vendere globalmente più di 2 milioni e mezzo di copie, di cui più della metà negli Stati Uniti. L'album successivo Darkhorse, pubblicato nel 2002, non riuscì ad ottenere risultati simili, causando lo scioglimento del gruppo l'anno successivo. Si è poi riformato nel 2007, pubblicando nel 2015 un terzo album in studio, The Brimstone Sluggers.
L'unico membro stabile della formazione è stato il cantante e rapper Shifty Shellshock. Nel 2017, dopo l'abbandono del secondo cantante Epic Mazur, il gruppo ha cambiato nome in Crazy Town X.

## Storia del gruppo

### Gli inizi
Il gruppo fu fondato dai rapper Seth Binzer, in arte Shifty Shellshock, e Bret "Epic" Mazur. Binzer, nato a Los Angeles, e Mazur, nato a Brooklyn, si trasferirono in giovane età a Los Angeles e qui scoprirono e si appassionarono subito di musica hip hop.
Shifty iniziò a comporre rime già a 12 anni, pur rimanendo appassionato anche di musica punk rock. Mazur iniziò a lavorare su alcune demo quando frequentava il liceo. I due si incontrarono in uno studio di registrazione a Hollywood a metà del 1995, e qui decisero di creare un gruppo, inizialmente chiamato The Brimstone Sluggers. Gli altri componenti del gruppo si unirono intorno al 1999, introducendo influenze punk e metal nel loro stile.

### The Gift of Game
Il loro album di debutto fu The Gift of Game, pubblicato nel 1999 e prodotto dal loro amico Josh Abraham (Orgy e Coal Chamber) e dal membro Epic. Il primo singolo ad essere estratto fu Toxic, seguito da Darkside. Ma è con l'uscita del terzo singolo Butterfly, divenuto uno dei dischi più venduti dell'anno, che i Crazy Town raggiunsero notorietà, nonché la posizione numero 1 nella US Hot 100 per ben due settimane nel 2001. La canzone include un campionamento di Pretty Little Ditty dei Red Hot Chili Peppers (dall'album Mother's Milk) e diventò subito una delle preferite dal pubblico di MTV, anche se ha ricevuto la nomina da parte di VH1 special come una delle "40 canzoni peggiori di sempre".
Nessuno degli altri singoli dei Crazy Town raggiungerà il successo di Butterfly, il che conferirà loro l'etichetta di "band da un singolo" (One Hit Band). Il successo di quest'ultimo brano costò agli autori dello stesso anche credibilità all'interno dell'ambiente hard rock, poiché i fan rimasero delusi dalle sonorità orecchiabili e dolci di Butterfly, tanto che durante la loro esibizione all'Ozzfest i Crazy Town vennero duramente fischiati. I cambiamenti nella formazione per questo disco includono "Squirrel" (a.k.a. Kraig Tyler) al posto di Rust Epique alla chitarra.

### Darkhorse
Il secondo album in studio dei Crazy Town è Darkhorse, registrato nel 2002 per la Columbia Records. Il disco mostra una vena decisamente più rock, e permette agli autori di uscire in parte dall'etichetta di gruppo rap con le chitarre.
L'album può essere diviso in due parti, una d'apertura decisamente rap rock, la seconda molto più leggera, dove trova spazio anche la ballata "Sorry". Dall'album furono estratti due singoli, Drowning e Hurt You So Bad. Un'edizione speciale di Hurt You So Bad è stata pubblicata nel 2003. In quell'anno il gruppo si sciolse per breve tempo, soprattutto perché la loro casa discografica gli rinfacciò di non aver saputo pubblicare singoli commercialmente paragonabili a Butterfly.
Nel 2004 l'ex chitarrista Rust Epique venne trovato morto nella sua abitazione a Las Vegas, a causa di un arresto cardiaco.

### The Brimstone Sluggerse presente
Dopo essersi riformati nel 2007 e poi riuniti sul palco il 26 agosto 2009 per il primo concerto dopo cinque anni, il 28 agosto i Crazy Town perdono un altro componente, il dj Adam Goldstein (DJ AM) viene infatti trovato morto nel suo appartamento a New York per overdose di stupefacenti. Nel 2013 i Crazy Town hanno aperto le proprie pagine su Facebook e Twitter, e hanno reso disponibile in download digitale il singolo Lemonface, accompagnato da un video.
Nel 2015 il gruppo ha pubblicato il terzo album in studio, intitolato The Brimstone Sluggers e trainato dai singoli Megatron, Born to Raise Hell e Come Inside.
Nel 2017 Epic ha abbandonato il gruppo, ritagliandosi un ruolo da collaboratore esterno.
Il 5 giugno 2020 è stato pubblicato su YouTube il singolo inedito The Life I Chose, realizzato dalla nuova formazione con la collaborazione del rapper statunitense Hyro the Hero. Il brano ripropone, in veste modernista, il rap metal dei primi lavori del gruppo. Il 2 giugno 2023 è stato pubblicato un altro nuovo singolo, Faded, in collaborazione col gruppo alternative metal We Are PIGS. Il 20 marzo 2024 il gruppo ha pubblicato l'EP di inediti Flirting with Disaster.
Il 24 giugno 2024 è stata pubblicamente comunicata la morte del cantante Shifty Shellshock nella sua casa a Los Angeles, a causa di un'overdose di stupefacenti.

## Stile musicale
La musica dei Crazy Town è annoverata in diversi ambiti, tra cui nu metal, rap metal, rap rock e rock alternativo.
Agli esordi ricevettero subito l'etichetta di gruppo nu metal, e in particolare furono ritenuti più simili ad un gruppo rap con ospitate di chitarra, come poi confermato in alcune interviste dell'epoca dagli stessi interpreti. Butterfly, il loro singolo più celebre, è uno dei pochi brani della formazione riconducibili a sonorità strettamente hip hop. Con la pubblicazione del terzo album in studio The Brimstone Sluggers, i Crazy Town hanno abbandonato in gran parte il crossover dei primi anni di carriera a favore del più tradizionale hip hop, facente parte delle loro origini musicali.
Il gruppo cita come propri ispiratori principali N.W.A, The Cure, Run DMC, Beastie Boys, Public Enemy e Red Hot Chili Peppers. Nel 2023 la rivista I'm Music Magazine ha espresso un giudizio misto nei confronti degli interpreti, sostenendo che "la loro idea non più inedita ma influente di proporre di fatto canzoni rap con parti di chitarra hard rock e metal è passata quasi inosservata, oscurata dalla popolarità del singolo Butterfly".

## Formazione

### Formazione attuale
- Elias "ET" Tannous – chitarra (2016–presente)
- Hasma Angeleno – basso (2017–presente)
- Roland Banks – batteria (2018–presente)
- Rick "R1ckOne" Dixon – giradischi, campionatore, programmazione (2010-2013, 2015-2017, 2018–presente)
- Filippo Dallinferno – chitarra (2018–presente)

### Membri di supporto
- Bobby Reeves – voce (2016-2017)
- Boondock – voce (2016-2017)
- Chris Barber – batteria (2017-2018)
- Pigsy – basso (tour in Australia e Nuova Zelanda nel 2020)

### Ex componenti
- Shifty Shellshock - voce (1995-2003; 2007–2024) (morto nel 2024)
- Epic Mazur – voce, basso, tastiera, pianoforte, giradischi, beatboxing (1995-2003; 2007-2017)
- Adam "DJ Adam 12" Bravin – giradischi, campionatore, programmazione, tastiere (1995-1996)
- Charles "Rust Epique" Lopez – chitarra (1999-2000) (morto nel 2004)
- Adam "DJ AM" Goldstein – giradischi, campionatore, programmazione, tastiere (1999-2000) (morto nel 2009)
- James "JBJ" Bradley Jr. – batteria (1999-2001)
- Doug "Faydoe Deelay" Miller – basso (1999-2003)
- Antonio Lorenzo "Trouble" Valli – chitarra (1999-2003)
- Kraig "Squirrel" Tyler – chitarra (2000-2003)
- Kyle Hollinger – batteria (2001-2003)
- Ahmad "Deadsie" Alkurabi – chitarra (2014-2015)
- Michael (Spoon) Martinez - voce
- Nick "Dax" Diiorio – basso (2014-2017)
- Kevin Kapler – batteria (2014-2017)
- Luca Pretorius – batteria (2017-2018)
- Giulio Albanese – batteria (2017-2018)

## Discografia

### Album in studio
- 1999 - The Gift of Game
- 2002 - Darkhorse
- 2015 - The Brimstone Sluggers

### Singoli
- 1999 - Toxic
- 2000 - Darkside
- 2000 - Butterfly
- 2001 - Revolving Door
- 2002 - Drowning
- 2003 - Hurt You So Bad
- 2013 - Lemonface
- 2014 - Megatron
- 2015 - Backpack
- 2015 - Born to Raise Hell
- 2016 - Come Inside
- 2020 - The Life I Chose
- 2021 - Fly Away
- 2021 - Butterfly 2021
- 2022 - Leeches
- 2023 - Faded
- 2024 - Lighthouse